# Rhaphium johnsoni
Rhaphium johnsoni är en tvåvingeart som först beskrevs av Van Duzee 1923.  Rhaphium johnsoni ingår i släktet Rhaphium och familjen styltflugor. Inga underarter finns listade i Catalogue of Life.